# Feliz e Ponto
"Feliz e Ponto" é uma canção do cantor e compositor brasileiro Silva para seu terceiro álbum de estúdio Júpiter (2015). Foi composta por Silva e pelo seu irmão também músico e compositor Lucas Silva, e lançada como single no dia 09 de maio de 2016 junto com seu videoclipe.
Em agosto de 2016, a canção entrou para a trilha sonora da telenovela teen Malhação: Pro Dia Nascer Feliz.

## Vídeo musical
O clipe foi gravado em uma floresta no interior do estado do Espírito Santo, sendo dirigido por William Sossai, com produção executiva de Lucas Silva. O vídeo foi muito bem recebido pelos fãs do cantor. No vídeo, o cantor deixa claro que defende a liberdade de amar, independente de gêneros. O vídeo foi apontado pelos fãs e críticos especializados como o melhor da carreira de SILVA até hoje.
Em seu lançamento, o vídeo ficou nos trending topics do Twitter durante a segunda-feira inteira.

### Controvérsias
No vídeo, Silva defende o poliamor entre um triângulo amoroso onde ele se relaciona ao mesmo tempo com um homem e uma mulher, causando uma grande polêmica com o público em geral, no vídeo ainda, Silva foi bastante criticado por estar fumando maconha explicitamente.

## Faixa
1. "Feliz e Ponto" - (03:05)